# Lessertinella
Lessertinella is een geslacht van spinnen uit de familie hangmatspinnen (Linyphiidae).

## Soorten
De volgende soorten zijn bij het geslacht ingedeeld:
- Lessertinella carpatica Weiss, 1979
- Lessertinella kulczynskii (Lessert, 1910)